# Upravljanje odnosov s strankami
Customer relationship management (CRM) je postopek v katerem podjetje ali druga organizacija upravlja svoje interakcije s strankami, običajno z analizo podatkov za preučevanje velikih količin informacij. Osnova koncepta je ugotovitev, da je za podjetje ključnega pomena vzpostavljanje kakovostnih odnosov s svojimi strankami, ki so osnova za obojestransko koristno in dolgoročno poslovno sodelovanje. 
Za takšne sisteme je značilno:
- enotna in stalno osvežena baza podatkov,
- do podatkov se lahko dostopa iz mobilnih naprav
- možno je določati nivoje dostopa in privilegije posameznega uporabnika,
- večuporabniška zasnova,
- standardizirani podatki, ki omogočajo izvoz za druge namene (za MS Outlook, Access, Excel, ipd.)
- preprosto upravljanje s podatki – ni potrebno nobenega posebnega znanja,
- preglednost in nadzor nad poslovanjem. [1]

## Zgodovina programske opreme
1970 - Takrat glavni računalniki skorajda niso začeli uporabljati in veliko podjetij ni bilo dovolj pogumnih, da bi jim vložilo veliko denarja in energije. Glavni cilj je bil vedno imeti vsaj osnovne informacije o strankah, kot so imena in naslovi. Te podatke o kupcih so poskušali dati na razpolago vsem delom njihovega podjetja (ali vsem njihovim franšizam). Sistem je bil zasnovan nekoliko z eno roko, saj tisti prodajalec, ki je ustvaril največ stikov, od njega ni imel vedno koristi, saj je podjetje, če so ga odpustili, še vedno imelo stike vseh strank, ki jih je imel, in zato ni bilo tako bistvenega pomena, če ne bi delil informacij.
Osemdeseta leta - Takrat si je običajen državljan v ZDA lahko privoščil računalnik in zato je njihova uporaba naraščala. S tem se je tudi uporaba CRM-ja nenadoma povečala. Družba, ki je s tem resnično ustvarila dobiček, je bila družba ACT iz Teksasa. Ker je bil takrat dober, še vedno ni zajemal vseh podatkov, ki jih je bilo treba shraniti in organizirati (to je bilo odvisno od samih zaposlenih).
90. leta - Takrat so se osebni računalniki še bolj izboljšali in so jih uporabljali v skoraj vseh podjetjih (do neke mere). Takrat je bilo široko izvzeto in priznano, da bo prihodnost vnosa in prenosa podatkov potekala na računalnikih, zato so številna podjetja vložila veliko denarja v razvoj računalniško shranjenih podatkov. Hkrati je Wi-Fi postal stvar, kar je pomenilo stalen dostop do informacij (tudi zunaj osebnih podatkov podjetij). Eno najpomembnejših orodij, ki so to izkoristila, so bila orodja SFA. V primerjavi s prejšnjimi sistemi je bil ta sistem bolj uporaben, vendar pred glavo Siebel Hand CRM ni prišel v obdelani različici. Toda pri tehnološki zapletenosti se je pojavila ena težava. Preveč različnih platform je bilo preveč zapletenih.
Koncept upravljanja odnosov s strankami se je začel v zgodnjih 70. letih prejšnjega stoletja, ko so zadovoljstvo strank ocenjevali z letnimi anketami ali s spraševanjem na terenu.  Takrat so se morala podjetja pri avtomatizaciji prodaje zanašati na samostojne sisteme glavnih računalnikov, vendar jim je obseg tehnologije omogočal razvrščanje strank v preglednice in sezname. Eden od najbolj znanih predhodnikov sodobnega sistema CRM je datoteka Farley. Dosje Farley, ki ga je pripravil vodja kampanje Franklina Roosevelta James Farley, je bil obsežna zbirka zapisov s podrobnimi političnimi in osebnimi podatki o ljudeh, s katerimi sta se srečala ali naj bi se srečala. Ljudje, ki jih je FDR srečal, so bili navdušeni nad tem, da je "priklical" dejstva o njihovi družini ter o njihovem poklicnem in političnem udejstvovanju.  Leta 1982 sta Kate in Robert D. Kestenbaum predstavila koncept trženja podatkovnih baz, tj. uporabo statističnih metod za analizo in zbiranje podatkov o strankah. Leta 1986 sta Pat Sullivan in Mike Muhney izdala sistem za ocenjevanje strank, imenovan ACT! ki temelji na načelu digitalnega Rolodexa in prvič ponuja storitev upravljanja stikov. 
Temu trendu so sledila številna podjetja in neodvisni razvijalci, ki so skušali čim bolj izkoristiti potencial vodil, med njimi tudi Tom Siebel, ki je leta 1993 zasnoval prvi izdelek CRM Siebel Systems.  Da bi konkurirali tem novim in hitro rastočim samostojnim rešitvam CRM, so uveljavljena programska podjetja za načrtovanje virov podjetij (ERP), kot so Oracle, SAP,  Peoplesoft in Navision , sta z vgrajenimi moduli CRM začela širiti svoje zmogljivosti za prodajo, distribucijo in storitve za stranke. To je vključevalo vključitev avtomatizacije prodajnih sil ali razširjenih storitev za stranke (npr. poizvedbe, upravljanje dejavnosti) kot funkcij CRM v njihov ERP. 
Upravljanje odnosov s strankami se je razširilo leta 1997 po zaslugi podjetij Siebel, Gartner in IBM. Med letoma 1997 in 2000 so bili vodilni izdelki CRM obogateni z možnostmi pošiljanja in trženja.  Siebel je leta 1999 predstavil prvo mobilno aplikacijo CRM z imenom Siebel Sales Handheld. Zamisel o samostojnih, v oblaku gostujočih in premičnih bazah strank so kmalu prevzeli tudi drugi vodilni ponudniki, med njimi PeopleSoft, Oracle, SAP in Salesforce. com. 
2000 - Takrat je uporaba CRM postala resnično koristna, kakršna naj bi bila. Vsi zaposleni so lahko ves čas dostopali do podatkov kupcev in ker je takrat Apple z uporabo majhnih prenosnih prenosnih telefonov naredil velik korak naprej, je bilo zbiranje informacij še pomembnejše. Edina težava, ki so jo imeli, je bila ta, da sam sistem ni izboljšal obravnave informacij. To pomeni, da je bilo vse zbrano na istem mestu in je bilo dostopno, vendar ni bilo programov, ki bi dejansko lahko uporabili te podatke.
2010s - Tehnologije samofonov in računalnikov se razvijajo tako hitro, da se nove tehnologije za varčevanje s podatki pojavljajo v bistvu vsak dan. Korporacije so bodisi rasle bodisi so se združevale in ustvarile manj velikanskih podjetij z milijonom gigabajtov podatkov svojih strank. Takoj ko je neka tehnologija rešila določen problem, je hkrati predstavljala nov problem, ki ga je bilo treba rešiti. To je za podjetja predstavljalo tudi neskončno luknjo naložb.
Prvi odprtokodni sistem CRM je leta 2004 razvilo podjetje SugarCRM. V tem obdobju se je CRM hitro selil v oblak, zato je postal dostopen samostojnim podjetnikom in majhnim ekipam. To povečanje dostopnosti je povzročilo velik val znižanja cen. Okoli leta 2009 so razvijalci začeli razmišljati o možnostih, kako izkoristiti zagon družabnih medijev, in oblikovali orodja, ki so podjetjem pomagala postati dostopna v vseh priljubljenih omrežjih uporabnikov. Ta trend so izkoristila številna zagonska podjetja, ki so ponudila izključno družbene rešitve CRM, med njimi tudi Base in Nutshell.  Istega leta je podjetje Gartner organiziralo in izvedlo prvi vrh o upravljanju odnosov s strankami ter povzelo značilnosti, ki jih morajo sistemi ponujati, da jih lahko uvrstimo med rešitve CRM.  V letih 2013 in 2014 je bila večina priljubljenih izdelkov CRM povezana s sistemi za poslovno obveščanje in komunikacijsko programsko opremo, da bi izboljšali komunikacijo v podjetju in izkušnje končnih uporabnikov.  
Glavni trend je zamenjava standardiziranih rešitev CRM z rešitvami, ki so prilagojene posameznim panogam, ali pa so dovolj prilagodljive, da ustrezajo potrebam vsakega podjetja.  Novembra 2016 je podjetje Forrester objavilo poročilo, v katerem je "opredelilo devet najpomembnejših paketov CRM osmih uglednih ponudnikov". 

## Vrste CRM

### Strateški CRM
Strateški CRM se osredotoča na razvoj poslovne kulture, usmerjene v stranke. 
Usmerjenost podjetja v osredotočenost na stranko (pri oblikovanju in izvajanju strategije CRM) se odraža v izboljšani vrednosti CLV (customer lifetime value). 

### Operacijski CRM
Glavni cilj sistemov za upravljanje odnosov s strankami je povezati in avtomatizirati prodajo, trženje in podporo strankam. Zato imajo ti sistemi običajno nadzorno ploščo, ki omogoča splošen pregled vseh treh funkcij na enem pogledu stranke, tj. na eni strani za vsako stranko, ki jo lahko ima podjetje. Nadzorna plošča lahko vsebuje informacije o strankah, pretekli prodaji, prejšnjih trženjskih prizadevanjih in še več ter povzema vse odnose med stranko in podjetjem. Operativni CRM sestavljajo tri glavne komponente: avtomatizacija prodajnih sil, avtomatizacija trženja in avtomatizacija storitev. 
Avtomatizacija prodajnih sil deluje v vseh fazah prodajnega cikla, od začetnega vnosa kontaktnih podatkov do pretvorbe potencialne stranke v dejansko stranko. [17] Izvaja analizo pospeševanja prodaje, avtomatizira sledenje zgodovine računa stranke za ponovitev prodaje ali prihodnjo prodajo ter usklajuje prodajo, trženje, klicne centre in maloprodajne prodajalne. Preprečuje podvajanje prizadevanj med prodajalcem in stranko ter samodejno spremlja vse stike in nadaljnje ukrepe med obema stranema. 
Avtomatizacija trženja se osredotoča na olajšanje celotnega trženjskega procesa, da bi bil ta učinkovitejši in uspešnejši. Orodja CRM z možnostjo avtomatizacije trženja lahko avtomatizirajo ponavljajoča se opravila, na primer pošiljanje samodejnih trženjskih e-poštnih sporočil strankam ob določenem času ali objavljanje trženjskih informacij v družabnih medijih. Cilj avtomatizacije trženja je, da se prodajni potencial spremeni v polnopravno stranko. Sistemi CRM se danes ukvarjajo tudi z vključevanjem strank prek družbenih medijev. 
Avtomatizacija storitev je del sistema CRM, ki se osredotoča na tehnologijo neposrednih storitev za stranke. Z avtomatizacijo storitev so stranke podprte prek več kanalov, kot so telefon, e-pošta, baze znanja, portali za prodajo vozovnic, pogosto zastavljena vprašanja in drugi. 

### Analitični CRM
Vloga analitičnih sistemov CRM je, da analizirajo podatke o strankah, zbrane iz različnih virov, in jih predstavijo, da lahko poslovni vodje bolj informirane odločitve.  Analitični sistemi CRM za analizo podatkov o strankah uporabljajo tehnike, kot so podatkovno rudarjenje, korelacija in prepoznavanje vzorcev. Ta analitika pomaga izboljšati storitve za stranke z iskanjem majhnih težav, ki jih je mogoče rešiti, morda z drugačnim trženjem različnim delom potrošniške publike.  Podjetje lahko na primer z analizo nakupnega vedenja kupcev ugotovi, da ti v zadnjem času ne kupujejo veliko izdelkov. Po pregledu teh podatkov lahko podjetje razmišlja o drugačnem trženju tej podskupini potrošnikov, da bi čim bolje predstavilo, kako lahko izdelki podjetja koristijo prav tej skupini. 

### Platforma za podatke o strankah
Platforma podatkov o strankah (CDP) je računalniški sistem, ki ga uporabljajo oddelki za trženje in ki zbira podatke o posameznih osebah iz različnih virov v eno podatkovno zbirko, s katerimi lahko sodelujejo drugi sistemi programske opreme. Februarja 2017 je take sisteme prodajalo približno dvajset podjetij, katerih prihodki so znašali približno 300 milijonov ameriških dolarjev. 

## Komponente CRM
Glavne sestavine CRM so vzpostavljanje in upravljanje odnosov s strankami s pomočjo trženja, opazovanje odnosov, ko zorijo skozi različne faze, upravljanje teh odnosov v vsaki fazi in priznavanje, da porazdelitev vrednosti odnosa za podjetje ni homogena. Pri vzpostavljanju in upravljanju odnosov s strankami prek trženja lahko podjetjem koristi uporaba različnih orodij za pomoč pri organizacijski zasnovi, sistemih spodbud, strukturah strank in drugih, da bi optimizirala doseg svojih trženjskih kampanj. S priznavanjem različnih faz CRM bodo podjetja lahko imela koristi od tega, da interakcijo več odnosov vidijo kot povezane transakcije. Zadnji dejavnik CRM poudarja pomen CRM z upoštevanjem donosnosti odnosov s strankami. S preučevanjem posebnih potrošniških navad strank lahko podjetje različnim vrstam potrošnikov nameni različna sredstva in količino pozornosti. 
Relacijska inteligenca, ki je zavedanje o različnih odnosih, ki jih ima lahko stranka s podjetjem, in sposobnosti podjetja, da te povezave okrepi ali spremeni, je pomembna sestavina glavnih faz CRM. Podjetja lahko dobro zajemajo demografske podatke, kot so spol, starost, dohodek in izobrazba, ter jih povežejo z informacijami o nakupih, da razvrstijo stranke v stopnje donosnosti, vendar je to le industrijski pogled podjetja na odnose s strankami.  Pomanjkanje relacijske inteligence je znak, da podjetja stranke še vedno obravnavajo kot vire, ki jih je mogoče uporabiti za navzgor ali navzkrižno prodajo, in ne kot ljudi, ki iščejo zanimive in personalizirane interakcije. 
Sistemi CRM vključujejo:
- Tehnologija podatkovnega skladišča, ki se uporablja za združevanje informacij o transakcijah, združevanje informacij z izdelki CRM in zagotavljanje ključnih kazalnikov uspešnosti.

- Upravljanje priložnosti, ki podjetju pomaga obvladovati nepredvidljivo rast in povpraševanje ter uvesti dober model napovedovanja, da se zgodovina prodaje poveže s prodajnimi napovedmi. [24]

- Sistemi CRM, ki spremljajo in merijo trženjske kampanje v več omrežjih ter sledijo analizi strank po klikih in prodaji.

- Nekatera programska oprema CRM je na voljo kot programska oprema kot storitev (SaaS), ki je na voljo prek interneta in do nje dostopate prek spletnega brskalnika, namesto da bi bila nameščena v lokalnem računalniku. Podjetja, ki uporabljajo programsko opremo, je ne kupijo, temveč običajno plačujejo periodično naročnino prodajalcu programske opreme. [14]

- Za majhna podjetja je sistem CRM lahko sestavljen iz sistema za upravljanje stikov, ki združuje e-pošto, dokumente, delovna mesta, fakse in načrtovanje za posamezne račune. Sistemi CRM, ki so na voljo za določene trge (pravni, finančni), se pogosto osredotočajo na upravljanje dogodkov in sledenje odnosom, ne pa na finančno donosnost naložb.

- Sistemi CRM za e-trgovino, osredotočeni na naloge avtomatizacije trženja, kot so reševanje košarice, ponovno vključevanje uporabnikov z e-pošto, personalizacija.

- Upravljanje odnosov s strankami (CRM) je nastajajoča poddisciplina, ki se osredotoča na želje strank in ne na njihov vpliv. Cilj CRM je ustvariti dodano vrednost z vključevanjem strank v individualne, interaktivne odnose. [22]

- Sistemi za neprofitne organizacije in organizacije, ki temeljijo na članstvu, pomagajo spremljati volivce, zbiranje sredstev, demografijo sponzorjev, ravni članstva, imenike članov, prostovoljstvo in komunikacijo s posamezniki.

- CRM ne pomeni le tehnologije in strategije, temveč tudi celostni pristop, ki vključuje znanje zaposlenih in organizacijsko kulturo. [22]

## Vpliv CRM na uporabnike
Zadovoljstvo kupcev ima pomembne posledice za gospodarsko uspešnost podjetij, saj ima sposobnost povečati zvestobo in vedenje strank ter zmanjšati pritožbe strank in verjetnost njihovega odklona.  Izvajanje CRM pristopa bo verjetno vplivalo na zadovoljstvo strank in njihovo znanje iz različnih razlogov.

Podjetja imajo zmožnost prilagoditve svoje ponudbe za vsako stranko.  Z zbiranjem informacij med interakcijami s strankami in obdelavo teh informacij za odkrivanje skritih vzorcev aplikacije CRM podjetjem pomagajo, da svojo ponudbo prilagodijo individualnim okusom svojih strank. Ta prilagoditev izboljšuje zaznano kakovost izdelkov in storitev s stališča kupca, in ker je zaznana kakovost dejavnik zadovoljstva kupcev, iz tega sledi, da aplikacije CRM posredno vplivajo na zadovoljstvo strank. Aplikacije CRM podjetjem omogočajo tudi pravočasno, natančno obdelavo naročil in zahtev strank ter stalno upravljanje računov strank.  Piccoli in Applegate na primer razpravljata o tem, kako Wyndham uporablja IT-orodja, da stranki zagotovi dosledno servisno izkušnjo v različnih lastnostih. Izboljšana sposobnost prilagajanja in manjša variabilnost izkušnje porabe izboljšata zaznano kakovost, kar posledično pozitivno vpliva na zadovoljstvo strank.  Poleg tega aplikacije CRM podjetjem pomagajo tudi pri učinkovitejšem upravljanju odnosov s strankami v vseh fazah vzpostavljanja, vzdrževanja in prenehanja odnosov. 

### Ugodnosti za stranke
S sistemi za upravljanje odnosov s strankami so stranke v vsakodnevnem procesu boljše oskrbovane. Z zanesljivejšimi informacijami se bo njihovo povpraševanje po samopostrežnih storitvah zmanjšalo. Če ni potrebe po interakciji s podjetjem zaradi različnih težav, se stopnja zadovoljstva strank poveča.  Te osrednje koristi CRM bodo hipotetično povezane s tremi vrstami lastniškega kapitala, ki so razmerje, vrednost in blagovna znamka, in na koncu s kapitalom kupcev. Priznanih je bilo osem ugodnosti, ki zagotavljajo gonilne sile. 
1. Izboljšana sposobnost ciljanja na donosne stranke.
2. Integrirana pomoč po kanalih.
3. Izboljšana učinkovitost in uspešnost prodajne sile.
4. Izboljšane cene.
5. Prilagojeni izdelki in storitve.
6. Izboljšana učinkovitost in uspešnost storitev za stranke.
7. Individualizirana tržna sporočila, imenovana tudi kampanje.
8. Povezovanje strank in vseh ostalih kanalov na eni platformi.

Izboljšane storitve za stranke
- Storitve CRM podjetju omogočajo izdelavo, dodeljevanje in upravljanje zahtev. Programska oprema klicnega centra, ki pomaga povezati stranko z upraviteljem ali osebo, ki jim lahko najbolje pomaga pri njihovi obstoječi težavi, je ena od sposobnosti CRM, ki jo je mogoče uporabiti za povečanje učinkovitosti. [31]
- Prilagoditev storitve za stranke ali individualna storitev podjetjem omogoča, da izboljšajo razumevanje in pridobivanje znanja o strankah ter tudi boljše znanje o željah in zahtevah njihovih strank.
- CRM sistem je odziven na potrebe kupcev: Podjetjem omogoča podroben upogled v situacije in potrebe strank, ki se osredotočajo na potrebe in potrebe strank. [32]
- Segmentacija strank: V CRM se segmentacija uporablja za razvrščanje kupcev glede na značilnosti, v podobne skupine. [33] Lahko ga opredelimo kot razdelitev strank na podlagi že znanega dobrega diskriminatorja.
- Izboljšana prilagoditev trženja: Pomen prilagajanja trženja je, da se podjetje ali organizacija prilagodi in spremeni svoje storitve ali izdelke na podlagi predstavitve drugačnega in edinstvenega izdelka ali storitve za vsako stranko. Da bi zagotovili, da so potrebe in zahteve strank izpolnjene, organizacija uporablja prilagoditev. Podjetja lahko vlagajo v informacije strank in nato prilagodijo svoje izdelke ali storitve, da ohranijo interese strank.
- Večkanalna integracija: večkanalna integracija kaže bistvo soustvarjanja vrednosti strank v CRM. Po drugi strani pa je spretnost podjetja za uspešno večkanalno integracijo močno odvisna od sposobnosti organizacije, da združi podatke o strankah iz vseh kanalov in jih vključi v druge s tem povezane informacije. [34]
- Prihranek časa: CRM bo podjetjem omogočil, da pogosteje komunicirajo s strankami s prilagojenim sporočilnim in komunikacijskim načinom, ki ga je mogoče hitro izdelati in pravočasno uskladiti, končno pa lahko bolje razumejo svoje stranke in se zato veselijo njihovih potreb. [35]
- Izboljšati znanje strank: podjetja lahko izdelujejo in izboljšujejo izdelke in storitve z informacijami na podlagi sledenja (npr. Prek sledenja spletnim mestom) do vedenja strank do njihovih okusov in potreb. [36] CRM bi lahko prispeval k konkurenčni prednosti pri izboljšanju sposobnosti podjetja za zbiranje informacij o strankah za prilagajanje izdelkov in storitev glede na potrebe strank.

### Primeri
Raziskave so pokazale, da 5-odstotno povečanje zadrževanja strank v povprečju poveča dobiček kupcev za 50% v več panogah, do 90% pa v določenih panogah, kot je zavarovalništvo.  Podjetja, ki so obvladala strategije odnosov s strankami, imajo najuspešnejše programe CRM. Na primer, MBNA Europe ima od leta 1995 75-odstotno letno rast dobička. Podjetje veliko vlaga v pregled morebitnih imetnikov kartic. Ko so določene ustrezne stranke, podjetje obdrži 97% svojih donosnih strank. CRM implementirajo s trženjem pravih izdelkov pravim kupcem. Uporaba kartic strank v podjetju je za 52% večja od industrijske norme, povprečni odhodki pa za 30% večji na transakcijo. Tudi 10% imetnikov računov zahteva več informacij o proizvodih za navzkrižno prodajo. 

## Izboljšanje CRM znotraj podjetja
Svetovalci trdijo, da je za podjetja, ki vzpostavljajo sisteme CRM, pomembno, da izboljšajo svojo relacijsko inteligenco.  V skladu s tem argumentom mora podjetje priznati, da imajo ljudje veliko različnih vrst odnosov z različnimi blagovnimi znamkami. Ena raziskovalna študija je analizirala odnose med potrošniki na Kitajskem, v Nemčiji, Španiji in ZDA z več kot 200 blagovnimi znamkami v 11 panogah, vključno z letalskimi družbami, avtomobili in mediji. Informacije so dragocene, saj zagotavljajo demografsko, vedenjsko in vrednostno segmentacijo strank. Te vrste odnosov so lahko pozitivne in negativne. Nekatere stranke se imajo za prijatelje blagovnih znamk, druge pa kot sovražnike, nekatere pa mešajo z ljubeznijo in sovraštvom. 

## Informacijske rešitve za CRM
Sistem za upravljanje odnosov s strankami (CRM) pomaga podjetjem, da dobijo vpogled v ravnanje svojih strank, pri tem pa svoje poslovanje spremenijo tako, da stranke kar najbolj zadovoljijo. Z razvojem CRM-ja se na trgu iz leta v leto pojavlja vedno več informacijskih rešitev za CRM. Podjetja, ki so vodilna pri razvoju ERP2 rešitev, se pojavljajo v vodilnih funkcijah tudi pri rešitvah za podporo CRM. Nekaj najpomembnejši CRM orodij, ki so dostopna v Sloveniji: Intrix CRM, Microsoft Dynamics CRM, SAP CRM, Oracle CRM (Peoplesoft CRM), Pronet Pro CRM, InteliDoc CRM in mnogi drugi. 
Mobilni CRM
Podpora projektom, trženju, prodaji, po-prodajnim aktivnostim in servisiranju strank so funkcije, ki jih zajema mobilni CRM. Praktično predstavlja pisarno integrirano v program, ta pa nas zalaga z informacijami in podatki potrebnimi o določeni stranki ali procesu. Te funkcije uporabimo pri grajenju in ohranjanju odnosa z vsako stranko. Podjetja, ki tega niso sposobna, so v resni nevarnosti, da ne zadostijo potrebam svojih vse bolj zahtevnih strank. Ravno nasprotno pa so podjetja, ki so gradila na teh sistemih, v veliki večini dosegla izjemno pozitivne rezultate in le še zavarovala trg pred konkurenco. Od tu do mobilnega CRM-ja je bil le še korak, saj so prav ta ista podjetja sedaj pridobljene informacije želela narediti dostopne vsem svojim zaposlenim in to povsod. Mobilne pisarne, ki so jih potrebovali delavci na terenu, med sestanki in doma, so z razvojem vse bolj naprednih tele- fonov in dostopom do interneta od praktično povsod postale realnost.  Pri razvoju jim je bilo vodilo izdelati internetni sistem, ki bo hitro in enostavno prilagodljiv značilnostim vsakega podjetja, njegovim   dolgoročnim  potrebam  ter   potrebam njegovih strank, dostopen od kjerkoli in kadarkoli. Rešitev odlikuje velika preglednost in nadzor nad poslovanjem, kar posledično prinaša povečanje poslovne učinkovitosti in  s  tem doseganje konkurenčne prednosti. 

## Trg upravljanje odnosov s strankami
Skupni vrednost trg upravljanja odnosov s strankami je bil leta 2020 ocenjen na 54,64 milijarde dolarjev. Trg naj bi se povečal z 58,04 milijarde dolarjev v letu 2021 na 128,97 milijarde dolarjev v letu 2028.Štirje največji ponudniki sistemov CRM so Salesforce, SAP, Oracle, in Microsoft, ki so v letu 2015 predstavljali 42% trga..
V spodnji tabeli so navedeni najboljši ponudniki sistemov za upravljanje odnosov s strankami v letih 2012–2018 (številke v enotah milijon ameriških dolarjev) objavljeni v Gartner študijah.
| Vendor                 | 2018 Revenue ($M) | 2018 Share (%) | 2017 Revenue ($M) | 2017 Share (%) | 2015 Revenue ($M) | 2015 Share (%) | 2014 Revenue ($M) | 2014 Share (%) | 2013 Revenue ($M) | 2013 Share (%) | 2012 Revenue ($M) | 2012 Share (%) |
| ---------------------- | ----------------- | -------------- | ----------------- | -------------- | ----------------- | -------------- | ----------------- | -------------- | ----------------- | -------------- | ----------------- | -------------- |
| Salesforce.com CRM     | 9,420             | 19.5           | 7,648             | 18.3           | 5,171             | 19.7           | 4,250             | 18.4           | 3,292             | 16.1           | 2,525             | 14.0           |
| SAP AG                 | 4,012             | 8.3            | 3,474             | 8.3            | 2,684             | 10.2           | 2,795             | 12.1           | 2,622             | 12.8           | 2,327             | 12.9           |
| Oracle                 | 2,669             | 5.5            | 2,492             | 6.0            | 2,047             | 7.8            | 2,102             | 9.1            | 2,097             | 10.2           | 2,015             | 11.1           |
| Microsoft Dynamics CRM | 1,302             | 2.7            | 1,132             | 2.7            | 1,142             | 4.3            | 1,432             | 6.2            | 1,392             | 6.8            | 1,135             | 6.3            |
| Others                 | 30,829            | 64             | 26,979            | 64.7           | 15,245            | 58.0           | 12,520            | 54.2           | 11,076            | 54.1           | 10,086            | 55.7           |
| Total                  | 48,230            | 100            | 41,726            | 100            | 26,287            | 100            | 23,100            | 100            | 20,476            | 100            | 18,090            | 100            |

## Tržni trendi
Na srečanju Gartner CRM Summit 2010 so razpravljali o izzivih, kot je "sistem poskuša zajeti podatke iz prometa na socialnih omrežjih, kot je Twitter, obravnava naslove strani na Facebooku ali drugih spletnih mestih za družabna omrežja", in zagotovili so rešitve, ki bi pomagale privabiti več strank. Številni ponudniki CRM sistemov ponujajo spletna orodja na osnovi naročnin (Računalništvo v oblaku) in SaaS. Nekateri CRM sistemi so opremljeni z mobilnimi zmogljivostmi, zaradi česar so informacije dostopne prodajnemu osebju na daljavo. Salesforce.com je bilo prvo podjetje, ki je prek spletnega brskalnika ponujalo poslovne aplikacije in do današnjega dne ohranilo vodilni položaj.
Tradicionalni ponudniki so se pred kratkim preselili na trg v oblaku s prevzemi manjših ponudnikov:Oracle je oktobra 2011 kupil RightNow, SAP pa decembra 2011 SuccessFactors
Drug povezan razvoj je upravljanje odnosov s prodajalci (VRM), ki ponuja orodja in storitve, ki strankam omogočajo upravljanje njihovega individualnega odnosa s prodajalci. Razvoj VRM je zrasel iz prizadevanj Project VRM na Harvardovem Berkmanovem centru za internet in družbo in Identity Commons 'Internet Identity Workshop', pa tudi zaradi naraščanja števila zagonskih podjetij kot tudi že uveljavljenih podjetij. VRM je bil glavna tema v izdaji revije CRM Magazine.
Še en trend, vreden omembe, je porast "uspeha strank" kot discipline znotraj podjetij. Vse več podjetij ustanavlja skupine za uspeh strank kot ločene od tradicionalne prodajne ekipe in jim naloži upravljanje obstoječih odnosov s strankami. Ta trend povečuje povpraševanje po dodatnih zmogljivostih za bolj celostno razumevanje zdravja kupcev, kar je omejitev za številne obstoječe ponudnike.. Posledično na trg vstopa vse več novih udeležencev, medtem ko obstoječi ponudniki svojim sistemom dodajajo zmogljivosti tudi na tem področju. Leta 2017 sta bili umetna inteligenca in napovedna analitika opredeljeni kot najnovejša trenda na področju upravljanja odnosov s strankami.